# Ботаккі тема
Те́ма Ботаккі — тема в шаховій композиції. Суть теми — гра чорної повної пів-зв'язки з блокуванням полів біля чорного короля.

## Історія
Цю ідею запропонував італійський шаховий композитор Антоніо Ботаккі (16.04.1900 — 22.12.1969). Одна з перших розробок задач з таким задумом датована 1918 роком.
Для вираження ідеї використовується механізм повної чорної пів-зв'язки (обидві напів-зв'язані фігури в рішенні ходять). В рішенні після вступного ходу білих виникають варіанти захисту чорних, які під час тематичних ходів руйнують пів-зв'язку своїх фігур, при цьому зв'язується одна з фігур, яка стояла в пів-зв'язці і блокується поле біля чорного короля. Ці послаблення, а саме — блокування і зв'язку використовують білі для оголошення мату чорному королю.
Ідея дістала назву — тема Ботаккі.
|   | a | b | c | d | e | f | g | h |   |
| 8 | a8 білий слон · e8 білий кінь · g8 білий король · b7 чорний кінь · d7 чорний пішак · g7 білий слон · c6 чорна тура · d5 чорний король · a4 білий ферзь · d4 білий кінь · f3 білий пішак · c1 чорний слон | a8 білий слон · e8 білий кінь · g8 білий король · b7 чорний кінь · d7 чорний пішак · g7 білий слон · c6 чорна тура · d5 чорний король · a4 білий ферзь · d4 білий кінь · f3 білий пішак · c1 чорний слон | a8 білий слон · e8 білий кінь · g8 білий король · b7 чорний кінь · d7 чорний пішак · g7 білий слон · c6 чорна тура · d5 чорний король · a4 білий ферзь · d4 білий кінь · f3 білий пішак · c1 чорний слон | a8 білий слон · e8 білий кінь · g8 білий король · b7 чорний кінь · d7 чорний пішак · g7 білий слон · c6 чорна тура · d5 чорний король · a4 білий ферзь · d4 білий кінь · f3 білий пішак · c1 чорний слон | a8 білий слон · e8 білий кінь · g8 білий король · b7 чорний кінь · d7 чорний пішак · g7 білий слон · c6 чорна тура · d5 чорний король · a4 білий ферзь · d4 білий кінь · f3 білий пішак · c1 чорний слон | a8 білий слон · e8 білий кінь · g8 білий король · b7 чорний кінь · d7 чорний пішак · g7 білий слон · c6 чорна тура · d5 чорний король · a4 білий ферзь · d4 білий кінь · f3 білий пішак · c1 чорний слон | a8 білий слон · e8 білий кінь · g8 білий король · b7 чорний кінь · d7 чорний пішак · g7 білий слон · c6 чорна тура · d5 чорний король · a4 білий ферзь · d4 білий кінь · f3 білий пішак · c1 чорний слон | a8 білий слон · e8 білий кінь · g8 білий король · b7 чорний кінь · d7 чорний пішак · g7 білий слон · c6 чорна тура · d5 чорний король · a4 білий ферзь · d4 білий кінь · f3 білий пішак · c1 чорний слон | 8 |
| 7 | a8 білий слон · e8 білий кінь · g8 білий король · b7 чорний кінь · d7 чорний пішак · g7 білий слон · c6 чорна тура · d5 чорний король · a4 білий ферзь · d4 білий кінь · f3 білий пішак · c1 чорний слон | a8 білий слон · e8 білий кінь · g8 білий король · b7 чорний кінь · d7 чорний пішак · g7 білий слон · c6 чорна тура · d5 чорний король · a4 білий ферзь · d4 білий кінь · f3 білий пішак · c1 чорний слон | a8 білий слон · e8 білий кінь · g8 білий король · b7 чорний кінь · d7 чорний пішак · g7 білий слон · c6 чорна тура · d5 чорний король · a4 білий ферзь · d4 білий кінь · f3 білий пішак · c1 чорний слон | a8 білий слон · e8 білий кінь · g8 білий король · b7 чорний кінь · d7 чорний пішак · g7 білий слон · c6 чорна тура · d5 чорний король · a4 білий ферзь · d4 білий кінь · f3 білий пішак · c1 чорний слон | a8 білий слон · e8 білий кінь · g8 білий король · b7 чорний кінь · d7 чорний пішак · g7 білий слон · c6 чорна тура · d5 чорний король · a4 білий ферзь · d4 білий кінь · f3 білий пішак · c1 чорний слон | a8 білий слон · e8 білий кінь · g8 білий король · b7 чорний кінь · d7 чорний пішак · g7 білий слон · c6 чорна тура · d5 чорний король · a4 білий ферзь · d4 білий кінь · f3 білий пішак · c1 чорний слон | a8 білий слон · e8 білий кінь · g8 білий король · b7 чорний кінь · d7 чорний пішак · g7 білий слон · c6 чорна тура · d5 чорний король · a4 білий ферзь · d4 білий кінь · f3 білий пішак · c1 чорний слон | a8 білий слон · e8 білий кінь · g8 білий король · b7 чорний кінь · d7 чорний пішак · g7 білий слон · c6 чорна тура · d5 чорний король · a4 білий ферзь · d4 білий кінь · f3 білий пішак · c1 чорний слон | 7 |
| 6 | a8 білий слон · e8 білий кінь · g8 білий король · b7 чорний кінь · d7 чорний пішак · g7 білий слон · c6 чорна тура · d5 чорний король · a4 білий ферзь · d4 білий кінь · f3 білий пішак · c1 чорний слон | a8 білий слон · e8 білий кінь · g8 білий король · b7 чорний кінь · d7 чорний пішак · g7 білий слон · c6 чорна тура · d5 чорний король · a4 білий ферзь · d4 білий кінь · f3 білий пішак · c1 чорний слон | a8 білий слон · e8 білий кінь · g8 білий король · b7 чорний кінь · d7 чорний пішак · g7 білий слон · c6 чорна тура · d5 чорний король · a4 білий ферзь · d4 білий кінь · f3 білий пішак · c1 чорний слон | a8 білий слон · e8 білий кінь · g8 білий король · b7 чорний кінь · d7 чорний пішак · g7 білий слон · c6 чорна тура · d5 чорний король · a4 білий ферзь · d4 білий кінь · f3 білий пішак · c1 чорний слон | a8 білий слон · e8 білий кінь · g8 білий король · b7 чорний кінь · d7 чорний пішак · g7 білий слон · c6 чорна тура · d5 чорний король · a4 білий ферзь · d4 білий кінь · f3 білий пішак · c1 чорний слон | a8 білий слон · e8 білий кінь · g8 білий король · b7 чорний кінь · d7 чорний пішак · g7 білий слон · c6 чорна тура · d5 чорний король · a4 білий ферзь · d4 білий кінь · f3 білий пішак · c1 чорний слон | a8 білий слон · e8 білий кінь · g8 білий король · b7 чорний кінь · d7 чорний пішак · g7 білий слон · c6 чорна тура · d5 чорний король · a4 білий ферзь · d4 білий кінь · f3 білий пішак · c1 чорний слон | a8 білий слон · e8 білий кінь · g8 білий король · b7 чорний кінь · d7 чорний пішак · g7 білий слон · c6 чорна тура · d5 чорний король · a4 білий ферзь · d4 білий кінь · f3 білий пішак · c1 чорний слон | 6 |
| 5 | a8 білий слон · e8 білий кінь · g8 білий король · b7 чорний кінь · d7 чорний пішак · g7 білий слон · c6 чорна тура · d5 чорний король · a4 білий ферзь · d4 білий кінь · f3 білий пішак · c1 чорний слон | a8 білий слон · e8 білий кінь · g8 білий король · b7 чорний кінь · d7 чорний пішак · g7 білий слон · c6 чорна тура · d5 чорний король · a4 білий ферзь · d4 білий кінь · f3 білий пішак · c1 чорний слон | a8 білий слон · e8 білий кінь · g8 білий король · b7 чорний кінь · d7 чорний пішак · g7 білий слон · c6 чорна тура · d5 чорний король · a4 білий ферзь · d4 білий кінь · f3 білий пішак · c1 чорний слон | a8 білий слон · e8 білий кінь · g8 білий король · b7 чорний кінь · d7 чорний пішак · g7 білий слон · c6 чорна тура · d5 чорний король · a4 білий ферзь · d4 білий кінь · f3 білий пішак · c1 чорний слон | a8 білий слон · e8 білий кінь · g8 білий король · b7 чорний кінь · d7 чорний пішак · g7 білий слон · c6 чорна тура · d5 чорний король · a4 білий ферзь · d4 білий кінь · f3 білий пішак · c1 чорний слон | a8 білий слон · e8 білий кінь · g8 білий король · b7 чорний кінь · d7 чорний пішак · g7 білий слон · c6 чорна тура · d5 чорний король · a4 білий ферзь · d4 білий кінь · f3 білий пішак · c1 чорний слон | a8 білий слон · e8 білий кінь · g8 білий король · b7 чорний кінь · d7 чорний пішак · g7 білий слон · c6 чорна тура · d5 чорний король · a4 білий ферзь · d4 білий кінь · f3 білий пішак · c1 чорний слон | a8 білий слон · e8 білий кінь · g8 білий король · b7 чорний кінь · d7 чорний пішак · g7 білий слон · c6 чорна тура · d5 чорний король · a4 білий ферзь · d4 білий кінь · f3 білий пішак · c1 чорний слон | 5 |
| 4 | a8 білий слон · e8 білий кінь · g8 білий король · b7 чорний кінь · d7 чорний пішак · g7 білий слон · c6 чорна тура · d5 чорний король · a4 білий ферзь · d4 білий кінь · f3 білий пішак · c1 чорний слон | a8 білий слон · e8 білий кінь · g8 білий король · b7 чорний кінь · d7 чорний пішак · g7 білий слон · c6 чорна тура · d5 чорний король · a4 білий ферзь · d4 білий кінь · f3 білий пішак · c1 чорний слон | a8 білий слон · e8 білий кінь · g8 білий король · b7 чорний кінь · d7 чорний пішак · g7 білий слон · c6 чорна тура · d5 чорний король · a4 білий ферзь · d4 білий кінь · f3 білий пішак · c1 чорний слон | a8 білий слон · e8 білий кінь · g8 білий король · b7 чорний кінь · d7 чорний пішак · g7 білий слон · c6 чорна тура · d5 чорний король · a4 білий ферзь · d4 білий кінь · f3 білий пішак · c1 чорний слон | a8 білий слон · e8 білий кінь · g8 білий король · b7 чорний кінь · d7 чорний пішак · g7 білий слон · c6 чорна тура · d5 чорний король · a4 білий ферзь · d4 білий кінь · f3 білий пішак · c1 чорний слон | a8 білий слон · e8 білий кінь · g8 білий король · b7 чорний кінь · d7 чорний пішак · g7 білий слон · c6 чорна тура · d5 чорний король · a4 білий ферзь · d4 білий кінь · f3 білий пішак · c1 чорний слон | a8 білий слон · e8 білий кінь · g8 білий король · b7 чорний кінь · d7 чорний пішак · g7 білий слон · c6 чорна тура · d5 чорний король · a4 білий ферзь · d4 білий кінь · f3 білий пішак · c1 чорний слон | a8 білий слон · e8 білий кінь · g8 білий король · b7 чорний кінь · d7 чорний пішак · g7 білий слон · c6 чорна тура · d5 чорний король · a4 білий ферзь · d4 білий кінь · f3 білий пішак · c1 чорний слон | 4 |
| 3 | a8 білий слон · e8 білий кінь · g8 білий король · b7 чорний кінь · d7 чорний пішак · g7 білий слон · c6 чорна тура · d5 чорний король · a4 білий ферзь · d4 білий кінь · f3 білий пішак · c1 чорний слон | a8 білий слон · e8 білий кінь · g8 білий король · b7 чорний кінь · d7 чорний пішак · g7 білий слон · c6 чорна тура · d5 чорний король · a4 білий ферзь · d4 білий кінь · f3 білий пішак · c1 чорний слон | a8 білий слон · e8 білий кінь · g8 білий король · b7 чорний кінь · d7 чорний пішак · g7 білий слон · c6 чорна тура · d5 чорний король · a4 білий ферзь · d4 білий кінь · f3 білий пішак · c1 чорний слон | a8 білий слон · e8 білий кінь · g8 білий король · b7 чорний кінь · d7 чорний пішак · g7 білий слон · c6 чорна тура · d5 чорний король · a4 білий ферзь · d4 білий кінь · f3 білий пішак · c1 чорний слон | a8 білий слон · e8 білий кінь · g8 білий король · b7 чорний кінь · d7 чорний пішак · g7 білий слон · c6 чорна тура · d5 чорний король · a4 білий ферзь · d4 білий кінь · f3 білий пішак · c1 чорний слон | a8 білий слон · e8 білий кінь · g8 білий король · b7 чорний кінь · d7 чорний пішак · g7 білий слон · c6 чорна тура · d5 чорний король · a4 білий ферзь · d4 білий кінь · f3 білий пішак · c1 чорний слон | a8 білий слон · e8 білий кінь · g8 білий король · b7 чорний кінь · d7 чорний пішак · g7 білий слон · c6 чорна тура · d5 чорний король · a4 білий ферзь · d4 білий кінь · f3 білий пішак · c1 чорний слон | a8 білий слон · e8 білий кінь · g8 білий король · b7 чорний кінь · d7 чорний пішак · g7 білий слон · c6 чорна тура · d5 чорний король · a4 білий ферзь · d4 білий кінь · f3 білий пішак · c1 чорний слон | 3 |
| 2 | a8 білий слон · e8 білий кінь · g8 білий король · b7 чорний кінь · d7 чорний пішак · g7 білий слон · c6 чорна тура · d5 чорний король · a4 білий ферзь · d4 білий кінь · f3 білий пішак · c1 чорний слон | a8 білий слон · e8 білий кінь · g8 білий король · b7 чорний кінь · d7 чорний пішак · g7 білий слон · c6 чорна тура · d5 чорний король · a4 білий ферзь · d4 білий кінь · f3 білий пішак · c1 чорний слон | a8 білий слон · e8 білий кінь · g8 білий король · b7 чорний кінь · d7 чорний пішак · g7 білий слон · c6 чорна тура · d5 чорний король · a4 білий ферзь · d4 білий кінь · f3 білий пішак · c1 чорний слон | a8 білий слон · e8 білий кінь · g8 білий король · b7 чорний кінь · d7 чорний пішак · g7 білий слон · c6 чорна тура · d5 чорний король · a4 білий ферзь · d4 білий кінь · f3 білий пішак · c1 чорний слон | a8 білий слон · e8 білий кінь · g8 білий король · b7 чорний кінь · d7 чорний пішак · g7 білий слон · c6 чорна тура · d5 чорний король · a4 білий ферзь · d4 білий кінь · f3 білий пішак · c1 чорний слон | a8 білий слон · e8 білий кінь · g8 білий король · b7 чорний кінь · d7 чорний пішак · g7 білий слон · c6 чорна тура · d5 чорний король · a4 білий ферзь · d4 білий кінь · f3 білий пішак · c1 чорний слон | a8 білий слон · e8 білий кінь · g8 білий король · b7 чорний кінь · d7 чорний пішак · g7 білий слон · c6 чорна тура · d5 чорний король · a4 білий ферзь · d4 білий кінь · f3 білий пішак · c1 чорний слон | a8 білий слон · e8 білий кінь · g8 білий король · b7 чорний кінь · d7 чорний пішак · g7 білий слон · c6 чорна тура · d5 чорний король · a4 білий ферзь · d4 білий кінь · f3 білий пішак · c1 чорний слон | 2 |
| 1 | a8 білий слон · e8 білий кінь · g8 білий король · b7 чорний кінь · d7 чорний пішак · g7 білий слон · c6 чорна тура · d5 чорний король · a4 білий ферзь · d4 білий кінь · f3 білий пішак · c1 чорний слон | a8 білий слон · e8 білий кінь · g8 білий король · b7 чорний кінь · d7 чорний пішак · g7 білий слон · c6 чорна тура · d5 чорний король · a4 білий ферзь · d4 білий кінь · f3 білий пішак · c1 чорний слон | a8 білий слон · e8 білий кінь · g8 білий король · b7 чорний кінь · d7 чорний пішак · g7 білий слон · c6 чорна тура · d5 чорний король · a4 білий ферзь · d4 білий кінь · f3 білий пішак · c1 чорний слон | a8 білий слон · e8 білий кінь · g8 білий король · b7 чорний кінь · d7 чорний пішак · g7 білий слон · c6 чорна тура · d5 чорний король · a4 білий ферзь · d4 білий кінь · f3 білий пішак · c1 чорний слон | a8 білий слон · e8 білий кінь · g8 білий король · b7 чорний кінь · d7 чорний пішак · g7 білий слон · c6 чорна тура · d5 чорний король · a4 білий ферзь · d4 білий кінь · f3 білий пішак · c1 чорний слон | a8 білий слон · e8 білий кінь · g8 білий король · b7 чорний кінь · d7 чорний пішак · g7 білий слон · c6 чорна тура · d5 чорний король · a4 білий ферзь · d4 білий кінь · f3 білий пішак · c1 чорний слон | a8 білий слон · e8 білий кінь · g8 білий король · b7 чорний кінь · d7 чорний пішак · g7 білий слон · c6 чорна тура · d5 чорний король · a4 білий ферзь · d4 білий кінь · f3 білий пішак · c1 чорний слон | a8 білий слон · e8 білий кінь · g8 білий король · b7 чорний кінь · d7 чорний пішак · g7 білий слон · c6 чорна тура · d5 чорний король · a4 білий ферзь · d4 білий кінь · f3 білий пішак · c1 чорний слон | 1 |
|   | a | b | c | d | e | f | g | h |   |

FEN: B3N1K1/1n1p2B1/2r5/3k4/Q2N4/5P2/8/2b5

1. Se6! ~ 2. Qe4#<
1. ... Rc4 2. Qd7#
1. ... Re6 2. Qb5#
1. ... Sc5 2. S6c7#
1. ... Sd6 2. S8c7#
- — - — - — -
1. ... de6 2. Qd4#
 Після вступного ходу білих виникає загроза, і чорні, захищаючись від неї, роблять ходи фігурами — почергово конем і турою, які знаходяться в пів-зв'язці. В результаті цих ходів одна фігура блокує поле біля свого короля, а інша зв'язується, що й використовується білими для оголошення мату. Тема виражена в мередиті (кількість фігур 8 — 12).

## Вираженя теми в кооперативному жанрі
|   | a | b | c | d | e | f | g | h |   |
| 8 | b8 білий ферзь · d8 біла тура · c7 чорний пішак · e7 чорний пішак · c6 чорний пішак · d6 чорний кінь · f6 чорний пішак · c5 біла тура · d5 чорний кінь · f5 чорна тура · b4 чорний пішак · d4 чорний король · b3 чорна тура · g3 білий слон · h3 білий король · g2 чорний пішак · f1 чорний слон | b8 білий ферзь · d8 біла тура · c7 чорний пішак · e7 чорний пішак · c6 чорний пішак · d6 чорний кінь · f6 чорний пішак · c5 біла тура · d5 чорний кінь · f5 чорна тура · b4 чорний пішак · d4 чорний король · b3 чорна тура · g3 білий слон · h3 білий король · g2 чорний пішак · f1 чорний слон | b8 білий ферзь · d8 біла тура · c7 чорний пішак · e7 чорний пішак · c6 чорний пішак · d6 чорний кінь · f6 чорний пішак · c5 біла тура · d5 чорний кінь · f5 чорна тура · b4 чорний пішак · d4 чорний король · b3 чорна тура · g3 білий слон · h3 білий король · g2 чорний пішак · f1 чорний слон | b8 білий ферзь · d8 біла тура · c7 чорний пішак · e7 чорний пішак · c6 чорний пішак · d6 чорний кінь · f6 чорний пішак · c5 біла тура · d5 чорний кінь · f5 чорна тура · b4 чорний пішак · d4 чорний король · b3 чорна тура · g3 білий слон · h3 білий король · g2 чорний пішак · f1 чорний слон | b8 білий ферзь · d8 біла тура · c7 чорний пішак · e7 чорний пішак · c6 чорний пішак · d6 чорний кінь · f6 чорний пішак · c5 біла тура · d5 чорний кінь · f5 чорна тура · b4 чорний пішак · d4 чорний король · b3 чорна тура · g3 білий слон · h3 білий король · g2 чорний пішак · f1 чорний слон | b8 білий ферзь · d8 біла тура · c7 чорний пішак · e7 чорний пішак · c6 чорний пішак · d6 чорний кінь · f6 чорний пішак · c5 біла тура · d5 чорний кінь · f5 чорна тура · b4 чорний пішак · d4 чорний король · b3 чорна тура · g3 білий слон · h3 білий король · g2 чорний пішак · f1 чорний слон | b8 білий ферзь · d8 біла тура · c7 чорний пішак · e7 чорний пішак · c6 чорний пішак · d6 чорний кінь · f6 чорний пішак · c5 біла тура · d5 чорний кінь · f5 чорна тура · b4 чорний пішак · d4 чорний король · b3 чорна тура · g3 білий слон · h3 білий король · g2 чорний пішак · f1 чорний слон | b8 білий ферзь · d8 біла тура · c7 чорний пішак · e7 чорний пішак · c6 чорний пішак · d6 чорний кінь · f6 чорний пішак · c5 біла тура · d5 чорний кінь · f5 чорна тура · b4 чорний пішак · d4 чорний король · b3 чорна тура · g3 білий слон · h3 білий король · g2 чорний пішак · f1 чорний слон | 8 |
| 7 | b8 білий ферзь · d8 біла тура · c7 чорний пішак · e7 чорний пішак · c6 чорний пішак · d6 чорний кінь · f6 чорний пішак · c5 біла тура · d5 чорний кінь · f5 чорна тура · b4 чорний пішак · d4 чорний король · b3 чорна тура · g3 білий слон · h3 білий король · g2 чорний пішак · f1 чорний слон | b8 білий ферзь · d8 біла тура · c7 чорний пішак · e7 чорний пішак · c6 чорний пішак · d6 чорний кінь · f6 чорний пішак · c5 біла тура · d5 чорний кінь · f5 чорна тура · b4 чорний пішак · d4 чорний король · b3 чорна тура · g3 білий слон · h3 білий король · g2 чорний пішак · f1 чорний слон | b8 білий ферзь · d8 біла тура · c7 чорний пішак · e7 чорний пішак · c6 чорний пішак · d6 чорний кінь · f6 чорний пішак · c5 біла тура · d5 чорний кінь · f5 чорна тура · b4 чорний пішак · d4 чорний король · b3 чорна тура · g3 білий слон · h3 білий король · g2 чорний пішак · f1 чорний слон | b8 білий ферзь · d8 біла тура · c7 чорний пішак · e7 чорний пішак · c6 чорний пішак · d6 чорний кінь · f6 чорний пішак · c5 біла тура · d5 чорний кінь · f5 чорна тура · b4 чорний пішак · d4 чорний король · b3 чорна тура · g3 білий слон · h3 білий король · g2 чорний пішак · f1 чорний слон | b8 білий ферзь · d8 біла тура · c7 чорний пішак · e7 чорний пішак · c6 чорний пішак · d6 чорний кінь · f6 чорний пішак · c5 біла тура · d5 чорний кінь · f5 чорна тура · b4 чорний пішак · d4 чорний король · b3 чорна тура · g3 білий слон · h3 білий король · g2 чорний пішак · f1 чорний слон | b8 білий ферзь · d8 біла тура · c7 чорний пішак · e7 чорний пішак · c6 чорний пішак · d6 чорний кінь · f6 чорний пішак · c5 біла тура · d5 чорний кінь · f5 чорна тура · b4 чорний пішак · d4 чорний король · b3 чорна тура · g3 білий слон · h3 білий король · g2 чорний пішак · f1 чорний слон | b8 білий ферзь · d8 біла тура · c7 чорний пішак · e7 чорний пішак · c6 чорний пішак · d6 чорний кінь · f6 чорний пішак · c5 біла тура · d5 чорний кінь · f5 чорна тура · b4 чорний пішак · d4 чорний король · b3 чорна тура · g3 білий слон · h3 білий король · g2 чорний пішак · f1 чорний слон | b8 білий ферзь · d8 біла тура · c7 чорний пішак · e7 чорний пішак · c6 чорний пішак · d6 чорний кінь · f6 чорний пішак · c5 біла тура · d5 чорний кінь · f5 чорна тура · b4 чорний пішак · d4 чорний король · b3 чорна тура · g3 білий слон · h3 білий король · g2 чорний пішак · f1 чорний слон | 7 |
| 6 | b8 білий ферзь · d8 біла тура · c7 чорний пішак · e7 чорний пішак · c6 чорний пішак · d6 чорний кінь · f6 чорний пішак · c5 біла тура · d5 чорний кінь · f5 чорна тура · b4 чорний пішак · d4 чорний король · b3 чорна тура · g3 білий слон · h3 білий король · g2 чорний пішак · f1 чорний слон | b8 білий ферзь · d8 біла тура · c7 чорний пішак · e7 чорний пішак · c6 чорний пішак · d6 чорний кінь · f6 чорний пішак · c5 біла тура · d5 чорний кінь · f5 чорна тура · b4 чорний пішак · d4 чорний король · b3 чорна тура · g3 білий слон · h3 білий король · g2 чорний пішак · f1 чорний слон | b8 білий ферзь · d8 біла тура · c7 чорний пішак · e7 чорний пішак · c6 чорний пішак · d6 чорний кінь · f6 чорний пішак · c5 біла тура · d5 чорний кінь · f5 чорна тура · b4 чорний пішак · d4 чорний король · b3 чорна тура · g3 білий слон · h3 білий король · g2 чорний пішак · f1 чорний слон | b8 білий ферзь · d8 біла тура · c7 чорний пішак · e7 чорний пішак · c6 чорний пішак · d6 чорний кінь · f6 чорний пішак · c5 біла тура · d5 чорний кінь · f5 чорна тура · b4 чорний пішак · d4 чорний король · b3 чорна тура · g3 білий слон · h3 білий король · g2 чорний пішак · f1 чорний слон | b8 білий ферзь · d8 біла тура · c7 чорний пішак · e7 чорний пішак · c6 чорний пішак · d6 чорний кінь · f6 чорний пішак · c5 біла тура · d5 чорний кінь · f5 чорна тура · b4 чорний пішак · d4 чорний король · b3 чорна тура · g3 білий слон · h3 білий король · g2 чорний пішак · f1 чорний слон | b8 білий ферзь · d8 біла тура · c7 чорний пішак · e7 чорний пішак · c6 чорний пішак · d6 чорний кінь · f6 чорний пішак · c5 біла тура · d5 чорний кінь · f5 чорна тура · b4 чорний пішак · d4 чорний король · b3 чорна тура · g3 білий слон · h3 білий король · g2 чорний пішак · f1 чорний слон | b8 білий ферзь · d8 біла тура · c7 чорний пішак · e7 чорний пішак · c6 чорний пішак · d6 чорний кінь · f6 чорний пішак · c5 біла тура · d5 чорний кінь · f5 чорна тура · b4 чорний пішак · d4 чорний король · b3 чорна тура · g3 білий слон · h3 білий король · g2 чорний пішак · f1 чорний слон | b8 білий ферзь · d8 біла тура · c7 чорний пішак · e7 чорний пішак · c6 чорний пішак · d6 чорний кінь · f6 чорний пішак · c5 біла тура · d5 чорний кінь · f5 чорна тура · b4 чорний пішак · d4 чорний король · b3 чорна тура · g3 білий слон · h3 білий король · g2 чорний пішак · f1 чорний слон | 6 |
| 5 | b8 білий ферзь · d8 біла тура · c7 чорний пішак · e7 чорний пішак · c6 чорний пішак · d6 чорний кінь · f6 чорний пішак · c5 біла тура · d5 чорний кінь · f5 чорна тура · b4 чорний пішак · d4 чорний король · b3 чорна тура · g3 білий слон · h3 білий король · g2 чорний пішак · f1 чорний слон | b8 білий ферзь · d8 біла тура · c7 чорний пішак · e7 чорний пішак · c6 чорний пішак · d6 чорний кінь · f6 чорний пішак · c5 біла тура · d5 чорний кінь · f5 чорна тура · b4 чорний пішак · d4 чорний король · b3 чорна тура · g3 білий слон · h3 білий король · g2 чорний пішак · f1 чорний слон | b8 білий ферзь · d8 біла тура · c7 чорний пішак · e7 чорний пішак · c6 чорний пішак · d6 чорний кінь · f6 чорний пішак · c5 біла тура · d5 чорний кінь · f5 чорна тура · b4 чорний пішак · d4 чорний король · b3 чорна тура · g3 білий слон · h3 білий король · g2 чорний пішак · f1 чорний слон | b8 білий ферзь · d8 біла тура · c7 чорний пішак · e7 чорний пішак · c6 чорний пішак · d6 чорний кінь · f6 чорний пішак · c5 біла тура · d5 чорний кінь · f5 чорна тура · b4 чорний пішак · d4 чорний король · b3 чорна тура · g3 білий слон · h3 білий король · g2 чорний пішак · f1 чорний слон | b8 білий ферзь · d8 біла тура · c7 чорний пішак · e7 чорний пішак · c6 чорний пішак · d6 чорний кінь · f6 чорний пішак · c5 біла тура · d5 чорний кінь · f5 чорна тура · b4 чорний пішак · d4 чорний король · b3 чорна тура · g3 білий слон · h3 білий король · g2 чорний пішак · f1 чорний слон | b8 білий ферзь · d8 біла тура · c7 чорний пішак · e7 чорний пішак · c6 чорний пішак · d6 чорний кінь · f6 чорний пішак · c5 біла тура · d5 чорний кінь · f5 чорна тура · b4 чорний пішак · d4 чорний король · b3 чорна тура · g3 білий слон · h3 білий король · g2 чорний пішак · f1 чорний слон | b8 білий ферзь · d8 біла тура · c7 чорний пішак · e7 чорний пішак · c6 чорний пішак · d6 чорний кінь · f6 чорний пішак · c5 біла тура · d5 чорний кінь · f5 чорна тура · b4 чорний пішак · d4 чорний король · b3 чорна тура · g3 білий слон · h3 білий король · g2 чорний пішак · f1 чорний слон | b8 білий ферзь · d8 біла тура · c7 чорний пішак · e7 чорний пішак · c6 чорний пішак · d6 чорний кінь · f6 чорний пішак · c5 біла тура · d5 чорний кінь · f5 чорна тура · b4 чорний пішак · d4 чорний король · b3 чорна тура · g3 білий слон · h3 білий король · g2 чорний пішак · f1 чорний слон | 5 |
| 4 | b8 білий ферзь · d8 біла тура · c7 чорний пішак · e7 чорний пішак · c6 чорний пішак · d6 чорний кінь · f6 чорний пішак · c5 біла тура · d5 чорний кінь · f5 чорна тура · b4 чорний пішак · d4 чорний король · b3 чорна тура · g3 білий слон · h3 білий король · g2 чорний пішак · f1 чорний слон | b8 білий ферзь · d8 біла тура · c7 чорний пішак · e7 чорний пішак · c6 чорний пішак · d6 чорний кінь · f6 чорний пішак · c5 біла тура · d5 чорний кінь · f5 чорна тура · b4 чорний пішак · d4 чорний король · b3 чорна тура · g3 білий слон · h3 білий король · g2 чорний пішак · f1 чорний слон | b8 білий ферзь · d8 біла тура · c7 чорний пішак · e7 чорний пішак · c6 чорний пішак · d6 чорний кінь · f6 чорний пішак · c5 біла тура · d5 чорний кінь · f5 чорна тура · b4 чорний пішак · d4 чорний король · b3 чорна тура · g3 білий слон · h3 білий король · g2 чорний пішак · f1 чорний слон | b8 білий ферзь · d8 біла тура · c7 чорний пішак · e7 чорний пішак · c6 чорний пішак · d6 чорний кінь · f6 чорний пішак · c5 біла тура · d5 чорний кінь · f5 чорна тура · b4 чорний пішак · d4 чорний король · b3 чорна тура · g3 білий слон · h3 білий король · g2 чорний пішак · f1 чорний слон | b8 білий ферзь · d8 біла тура · c7 чорний пішак · e7 чорний пішак · c6 чорний пішак · d6 чорний кінь · f6 чорний пішак · c5 біла тура · d5 чорний кінь · f5 чорна тура · b4 чорний пішак · d4 чорний король · b3 чорна тура · g3 білий слон · h3 білий король · g2 чорний пішак · f1 чорний слон | b8 білий ферзь · d8 біла тура · c7 чорний пішак · e7 чорний пішак · c6 чорний пішак · d6 чорний кінь · f6 чорний пішак · c5 біла тура · d5 чорний кінь · f5 чорна тура · b4 чорний пішак · d4 чорний король · b3 чорна тура · g3 білий слон · h3 білий король · g2 чорний пішак · f1 чорний слон | b8 білий ферзь · d8 біла тура · c7 чорний пішак · e7 чорний пішак · c6 чорний пішак · d6 чорний кінь · f6 чорний пішак · c5 біла тура · d5 чорний кінь · f5 чорна тура · b4 чорний пішак · d4 чорний король · b3 чорна тура · g3 білий слон · h3 білий король · g2 чорний пішак · f1 чорний слон | b8 білий ферзь · d8 біла тура · c7 чорний пішак · e7 чорний пішак · c6 чорний пішак · d6 чорний кінь · f6 чорний пішак · c5 біла тура · d5 чорний кінь · f5 чорна тура · b4 чорний пішак · d4 чорний король · b3 чорна тура · g3 білий слон · h3 білий король · g2 чорний пішак · f1 чорний слон | 4 |
| 3 | b8 білий ферзь · d8 біла тура · c7 чорний пішак · e7 чорний пішак · c6 чорний пішак · d6 чорний кінь · f6 чорний пішак · c5 біла тура · d5 чорний кінь · f5 чорна тура · b4 чорний пішак · d4 чорний король · b3 чорна тура · g3 білий слон · h3 білий король · g2 чорний пішак · f1 чорний слон | b8 білий ферзь · d8 біла тура · c7 чорний пішак · e7 чорний пішак · c6 чорний пішак · d6 чорний кінь · f6 чорний пішак · c5 біла тура · d5 чорний кінь · f5 чорна тура · b4 чорний пішак · d4 чорний король · b3 чорна тура · g3 білий слон · h3 білий король · g2 чорний пішак · f1 чорний слон | b8 білий ферзь · d8 біла тура · c7 чорний пішак · e7 чорний пішак · c6 чорний пішак · d6 чорний кінь · f6 чорний пішак · c5 біла тура · d5 чорний кінь · f5 чорна тура · b4 чорний пішак · d4 чорний король · b3 чорна тура · g3 білий слон · h3 білий король · g2 чорний пішак · f1 чорний слон | b8 білий ферзь · d8 біла тура · c7 чорний пішак · e7 чорний пішак · c6 чорний пішак · d6 чорний кінь · f6 чорний пішак · c5 біла тура · d5 чорний кінь · f5 чорна тура · b4 чорний пішак · d4 чорний король · b3 чорна тура · g3 білий слон · h3 білий король · g2 чорний пішак · f1 чорний слон | b8 білий ферзь · d8 біла тура · c7 чорний пішак · e7 чорний пішак · c6 чорний пішак · d6 чорний кінь · f6 чорний пішак · c5 біла тура · d5 чорний кінь · f5 чорна тура · b4 чорний пішак · d4 чорний король · b3 чорна тура · g3 білий слон · h3 білий король · g2 чорний пішак · f1 чорний слон | b8 білий ферзь · d8 біла тура · c7 чорний пішак · e7 чорний пішак · c6 чорний пішак · d6 чорний кінь · f6 чорний пішак · c5 біла тура · d5 чорний кінь · f5 чорна тура · b4 чорний пішак · d4 чорний король · b3 чорна тура · g3 білий слон · h3 білий король · g2 чорний пішак · f1 чорний слон | b8 білий ферзь · d8 біла тура · c7 чорний пішак · e7 чорний пішак · c6 чорний пішак · d6 чорний кінь · f6 чорний пішак · c5 біла тура · d5 чорний кінь · f5 чорна тура · b4 чорний пішак · d4 чорний король · b3 чорна тура · g3 білий слон · h3 білий король · g2 чорний пішак · f1 чорний слон | b8 білий ферзь · d8 біла тура · c7 чорний пішак · e7 чорний пішак · c6 чорний пішак · d6 чорний кінь · f6 чорний пішак · c5 біла тура · d5 чорний кінь · f5 чорна тура · b4 чорний пішак · d4 чорний король · b3 чорна тура · g3 білий слон · h3 білий король · g2 чорний пішак · f1 чорний слон | 3 |
| 2 | b8 білий ферзь · d8 біла тура · c7 чорний пішак · e7 чорний пішак · c6 чорний пішак · d6 чорний кінь · f6 чорний пішак · c5 біла тура · d5 чорний кінь · f5 чорна тура · b4 чорний пішак · d4 чорний король · b3 чорна тура · g3 білий слон · h3 білий король · g2 чорний пішак · f1 чорний слон | b8 білий ферзь · d8 біла тура · c7 чорний пішак · e7 чорний пішак · c6 чорний пішак · d6 чорний кінь · f6 чорний пішак · c5 біла тура · d5 чорний кінь · f5 чорна тура · b4 чорний пішак · d4 чорний король · b3 чорна тура · g3 білий слон · h3 білий король · g2 чорний пішак · f1 чорний слон | b8 білий ферзь · d8 біла тура · c7 чорний пішак · e7 чорний пішак · c6 чорний пішак · d6 чорний кінь · f6 чорний пішак · c5 біла тура · d5 чорний кінь · f5 чорна тура · b4 чорний пішак · d4 чорний король · b3 чорна тура · g3 білий слон · h3 білий король · g2 чорний пішак · f1 чорний слон | b8 білий ферзь · d8 біла тура · c7 чорний пішак · e7 чорний пішак · c6 чорний пішак · d6 чорний кінь · f6 чорний пішак · c5 біла тура · d5 чорний кінь · f5 чорна тура · b4 чорний пішак · d4 чорний король · b3 чорна тура · g3 білий слон · h3 білий король · g2 чорний пішак · f1 чорний слон | b8 білий ферзь · d8 біла тура · c7 чорний пішак · e7 чорний пішак · c6 чорний пішак · d6 чорний кінь · f6 чорний пішак · c5 біла тура · d5 чорний кінь · f5 чорна тура · b4 чорний пішак · d4 чорний король · b3 чорна тура · g3 білий слон · h3 білий король · g2 чорний пішак · f1 чорний слон | b8 білий ферзь · d8 біла тура · c7 чорний пішак · e7 чорний пішак · c6 чорний пішак · d6 чорний кінь · f6 чорний пішак · c5 біла тура · d5 чорний кінь · f5 чорна тура · b4 чорний пішак · d4 чорний король · b3 чорна тура · g3 білий слон · h3 білий король · g2 чорний пішак · f1 чорний слон | b8 білий ферзь · d8 біла тура · c7 чорний пішак · e7 чорний пішак · c6 чорний пішак · d6 чорний кінь · f6 чорний пішак · c5 біла тура · d5 чорний кінь · f5 чорна тура · b4 чорний пішак · d4 чорний король · b3 чорна тура · g3 білий слон · h3 білий король · g2 чорний пішак · f1 чорний слон | b8 білий ферзь · d8 біла тура · c7 чорний пішак · e7 чорний пішак · c6 чорний пішак · d6 чорний кінь · f6 чорний пішак · c5 біла тура · d5 чорний кінь · f5 чорна тура · b4 чорний пішак · d4 чорний король · b3 чорна тура · g3 білий слон · h3 білий король · g2 чорний пішак · f1 чорний слон | 2 |
| 1 | b8 білий ферзь · d8 біла тура · c7 чорний пішак · e7 чорний пішак · c6 чорний пішак · d6 чорний кінь · f6 чорний пішак · c5 біла тура · d5 чорний кінь · f5 чорна тура · b4 чорний пішак · d4 чорний король · b3 чорна тура · g3 білий слон · h3 білий король · g2 чорний пішак · f1 чорний слон | b8 білий ферзь · d8 біла тура · c7 чорний пішак · e7 чорний пішак · c6 чорний пішак · d6 чорний кінь · f6 чорний пішак · c5 біла тура · d5 чорний кінь · f5 чорна тура · b4 чорний пішак · d4 чорний король · b3 чорна тура · g3 білий слон · h3 білий король · g2 чорний пішак · f1 чорний слон | b8 білий ферзь · d8 біла тура · c7 чорний пішак · e7 чорний пішак · c6 чорний пішак · d6 чорний кінь · f6 чорний пішак · c5 біла тура · d5 чорний кінь · f5 чорна тура · b4 чорний пішак · d4 чорний король · b3 чорна тура · g3 білий слон · h3 білий король · g2 чорний пішак · f1 чорний слон | b8 білий ферзь · d8 біла тура · c7 чорний пішак · e7 чорний пішак · c6 чорний пішак · d6 чорний кінь · f6 чорний пішак · c5 біла тура · d5 чорний кінь · f5 чорна тура · b4 чорний пішак · d4 чорний король · b3 чорна тура · g3 білий слон · h3 білий король · g2 чорний пішак · f1 чорний слон | b8 білий ферзь · d8 біла тура · c7 чорний пішак · e7 чорний пішак · c6 чорний пішак · d6 чорний кінь · f6 чорний пішак · c5 біла тура · d5 чорний кінь · f5 чорна тура · b4 чорний пішак · d4 чорний король · b3 чорна тура · g3 білий слон · h3 білий король · g2 чорний пішак · f1 чорний слон | b8 білий ферзь · d8 біла тура · c7 чорний пішак · e7 чорний пішак · c6 чорний пішак · d6 чорний кінь · f6 чорний пішак · c5 біла тура · d5 чорний кінь · f5 чорна тура · b4 чорний пішак · d4 чорний король · b3 чорна тура · g3 білий слон · h3 білий король · g2 чорний пішак · f1 чорний слон | b8 білий ферзь · d8 біла тура · c7 чорний пішак · e7 чорний пішак · c6 чорний пішак · d6 чорний кінь · f6 чорний пішак · c5 біла тура · d5 чорний кінь · f5 чорна тура · b4 чорний пішак · d4 чорний король · b3 чорна тура · g3 білий слон · h3 білий король · g2 чорний пішак · f1 чорний слон | b8 білий ферзь · d8 біла тура · c7 чорний пішак · e7 чорний пішак · c6 чорний пішак · d6 чорний кінь · f6 чорний пішак · c5 біла тура · d5 чорний кінь · f5 чорна тура · b4 чорний пішак · d4 чорний король · b3 чорна тура · g3 білий слон · h3 білий король · g2 чорний пішак · f1 чорний слон | 1 |
|   | a | b | c | d | e | f | g | h |   |

FEN: 1Q1R4/2p1p3/2pn1p2/2Rn1r2/1p1k4/1r4BK/6p1/5b2
b) c7 → b7

a) 1.Se3 Bf2 2.Rd3 Qxb4#

b) 1.Se4 Qf4 2.Bd3 Bf2#
Два чорні коні, в кожному з близнюків в під час гри пів-зв'язки, відходять для блокування поля біля свого короля, при цьому другий кінь зв'язується. Наступним ходом білі зв'язують і другого коня. В задачі додатково виражено перекриття Грімшоу, подвійний клапан в першому близнюку — (bS-wR-bR), а в другому — (bS-wR-wQ).